# Luís Betim Pais Leme
Luís Betim Pais Leme (Rio de Janeiro, 8 de março de 1846 — Petrópolis, 19 de fevereiro de 1904) foi um engenheiro e político brasileiro.
Filho de Luís Leme Betim e de Mariana Navarro Leme.
Foi engenheiro civil pela Universidade do Brasil.
Foi diretor da colônia Brusque, de 1 de janeiro de 1872 a 1 de dezembro de 1875.
Foi deputado à Assembleia Legislativa Provincial de Santa Catarina na 24ª legislatura (1882 — 1883), porém sua eleição foi invalidada.